# Silicato de boro
El borosilicato, o silicato de boro, es un material componente de vidrios que se emplean extensamente en instrumentos ópticos por sus buenas propiedades ópticas, pero también mecánicas (baja dilatación)

## Tipos de vidrio
- - Vidrios sodocálcicos
  - Vidrio de plomo alcalino
  - Vidrio de borosilicato
  - Vidrio de aluminosilicato
  - Vidrios de 96% de dióxido de silicio
  - Vidrio de silicio fundido

- El vidrio más común es el vidrio sodocálcico. Las principales materias primas para este producto son la arena silícea, óxido de sodio piedra caliza, en una proporción tal que el producto tiene una composición molar cercana a Na2O-CaO-6SiO2. La sílice tiene un punto de fusión muy alto. La adición de cantidades crecientes de Na2O al SiO2 hace disminuir su temperatura de fusión y fluencia; no obstante, se disminuye también la resistencia al ataque químico, y, si se utiliza suficiente Na2O, el vidrio llega a ser soluble en agua (silicato sódico, "vidrio soluble"). Añadiendo cal junto con el Na2O, se mejora la resistencia al agua y los productos químicos; sin embargo, la cal tiende a hacer que el vidrio cristalice (se desvitrifique). Los cristales formados en el vidrio hacen que pierda transparencia y alteran las demás propiedades. En el vidrio moderno de sodio y cal, parte de la cal, o su totalidad, puede reemplazarse por otros óxidos alcalinotérreos, y parte o el total de sodio con K2O. El vidrio de sodio y cal se utiliza para producir láminas, vidrios de ventana, recipientes, objetos comunes y aparatos diversos.

- El vidrio de plomo alcalino es similar en su composición al de sodio y cal, excepto que toda o casi toda la cal se reemplaza por PbO, en cantidad de entre un 15 y un 60 %. La presencia del plomo hace aumentar el índice de refracción y el poder de dispersión. Puesto que el índice de refracción es menor para las longitudes de onda larga, en comparación con las longitudes de onda corta, las diversas longitudes de onda tienden a separarse y formar un espectro al atravesar un prisma (y en una lente producir la llamada aberración cromática). La anchura del espectro, cuando se mantienen constantes los demás factores, indica el poder de dispersión del vidrio del que está hecho el prisma. El vidrio de plomo se utiliza también para absorber los rayos X y gamma, debido al elevado coeficiente de absorción del plomo. La resistencia del vidrio emplomado al agua es mucho menor que la del vidrio de sodio cal, y el HCl lo ataca intensamente.

- Los vidrios de borosilicato se fabrican mediante la sustitución de grandes cantidades de álcali y, con frecuencia, de toda la cal, con B2O3. Aunque este último producto es un formador de redes (y no modificador sustituyente), reacciona también con el SiO2, casi de la misma forma que el sodio y la cal, que son modificadores. La materia prima es el bórax, tetrabotrato de sodio, que al calentarlo da trióxido de boro. El uso de B2O3 reduce el coeficiente de dilatación, por lo que la resistencia de estos vidrios a los choques térmicos es muy superior a la de los sodocálcicos. Además, la reducción de la cantidad de alcalinos presente hace mejor la no reactividad de dicho vidrio. El Pyrex es una marca comercial común para el vidrio de borosilicato. Su composición media es: 80% SiO2, 4% Na2O, 12% B2O3, 3% Al2O3, 0.4% CaO, 0.6% K2. Se utiliza para instrumentos de laboratorio, utensilios de cocina, tuberías para productos químicos y sellos metálicos de baja dilatación. Aunque el vidrio es un mal conductor térmico, transmite aproximadamente un 95% del calor irradiado que recibe. Esto justifica, en parte, el que sea apropiado para fabricar utensilios de cocina.

- Los vidrios de silicato alumínico contienen cerca de 55% de SiO2, 20% de AlO3 y cantidades pequeñas de B2O3, MgO y CaO. Los contenidos elevados de alúmina y dióxido de silicio producen un vidrio de un punto elevado de fusión, que tiene mayor resistencia a las temperaturas elevadas que el de sodio y cal. El coeficiente de expansión es de cerca de la mitad de este último. El vidrio de silicato alumínico se utiliza para tubos de combustión, utensilios de cocina y aplicaciones similares.

- Los vidrios de sílice se obtienen por fusión de arenas de cuarzo. Se caracterizan por un elevado punto de fusión y viscosidad (debidos a la sílice). Tienen buenas propiedades eléctricas y son unos excelentes transmisores de radiación ultravioleta.

Aplicaciones:
- Uso extremado por la NASA; lo usa para las losetas del transbordador espacial, que forman un escudo térmico, vital durante la reentrada en la atmósfera.

- Datos: Q5637472